# یوزف آدامک
یوزف آدامک (لهستانی: Józef Adamek; ۲۱ فوریهٔ ۱۹۰۰ – ۱ اکتبر ۱۹۷۴) بازیکن فوتبال اهل لهستان بود.
از باشگاه‌هایی که در آن بازی کرده‌است می‌توان به باشگاه فوتبال ویسوا کراکوف اشاره کرد.
وی همچنین در تیم ملی فوتبال لهستان بازی کرده‌است.